# 岡島百貨店 (旧店舗)
岡島百貨店（Okajima Department Store）は株式会社岡島百貨店が山梨県甲府市丸の内にて1938年（昭和13年）から2023年（令和5年）まで営業していた商業施設である。

## 概要
1938年（昭和13年）9月に地上5階の鉄筋コンクリート造で竣工し、営業を開始。アール・デコを意識した西洋風の内装で、天井はモルタルを吹き付けて石に見立てるなど工夫を凝らしたものであった。また、当時山梨県では珍しいエレベーターが付いており、先に営業を開始した松林軒デパートと並び甲府のシンボルとなった。
1945年（昭和20年）の甲府空襲で罹災し、内部は全焼したものの外構は残った。
終戦後は品物を集めて営業を続けながら復旧・改修工事を実施し、1952年（昭和27年）に工事が全面完了。1955年（昭和30年）には屋上遊園地をオープンした。
1964年（昭和39年）と1974年（昭和49年）に増床や改装を実施し、1974年のリニューアルオープンで地上7階地下2階に立体駐車場が付帯した規模となる。1985年（昭和60年）に甲府商業会議所の商業活動調整協議会で条件付ながら増床が認められたため3度目の大規模増床に着手し、1988年（昭和63年）に売場面積32,044m2という山梨県内最大、全国でも当時4番目の大きさを誇る店舗がオープンした
。
2001年（平成13年）より外柱に鉄骨の支柱を追加するなどの耐震工事を実施している。
1988年のリニューアルから間もなくしてバブル崩壊や市街地空洞化の影響を受け、二度の債権放棄を受けるなど経営危機に陥り施設の改修もままならない状態となる。2009年（平成21年）に甲府市中心市街地活性化基本計画の補助を受けて1988年以来となる大規模改装が発表されるも出店交渉の難航で規模が縮小され、交渉のまとまった店舗のみを入れ替える形で2012年（平成24年）より工事が開始され、2015年（平成27年）に完了した。
しかし平成から令和に元号が変わった2019年に入ると初期の建物で築80年、1988年に増築した部分も築30年が経過し、老朽化が目立つようになる。また、容積や建蔽に余裕がなく、これ以上の改築や改修は困難とされ、今後の扱いについて話し合いが持たれた。そして2022年（令和4年）7月28日にタカラレーベン（現：MIRARTHホールディングス）との連名でプレスリリースを行ない、会見で2023年（令和5年）2月を以て現店舗での営業を終了し、建物を解体することを発表した。2023年（令和5年）2月14日に予定通り本施設での営業を終了し、内装の撤去を経て2024年（令和6年）2月より本格的な解体工事が開始された。
岡島百貨店は岡島に改称のうえ2023年3月3日より斜め向かいのココリで営業を再開。また、旧店舗の跡地には居住棟地上28階建、商業棟6階建の複合施設が建設され、2025年（令和7年）に着工、2028年（令和10年）に竣工予定である。

## 店舗概要

### 営業時間
- 10:00 - 19:00
- 11:00 - 18:00（7階レストラン街、ラストオーダー17:00）

### フロア構成
- 8、9階 - 「岡島ローヤル会館」、「山梨文化学園（山日YBSカルチャーセンター）」
  - 　山日YBSカルチャーセンターは閉館後山梨文化会館に隣接して建設されたANNEX IIIへ移転。
- 7階 - 催事場、レストラン街
  - 北端に物産展等のイベントが開催される催事場、屋上駐車場への出入口があった。
  - レストラン街では最大面積の店舗であった南端の「クリスタル」[13]は長年営業していたが、2012年9月以降に閉店。跡地には「カーブス」が入居した。
  - そのほか、寿司レストラン「寿しとすいーつ 夢かんざし」[14][15]（開店日不明）があったが、2019年以降に閉店している。
- 6階 - 書籍、文具
  - ゲームコーナー「岡島甲府プレイランド」が1980年頃に開店、6階北端に位置していた。2021年2月7日閉店。
  - 「サンリオショップ」があった。開店日不明、2023年1月31日閉店。
  - ジュンク堂書店が2011年10月頃に開店、数年後に6階ほぼ全域に店舗を拡大。2023年1月31日閉店。2023年2月14日まで「ファイナルセール」として本の一部を販売していた。
  - 丸善が2011年10月頃に開店、2023年1月31日閉店。
- 5階 - 家具、インテリア、子供用品
  - ケーズデンキ岡島店があった。開店日不明、2022年12月31日閉店。
- 4階 - 紳士服
  - 学生服売場もあり、学校を通しての予約や、店舗での採寸を受け付けていた。2022年12月31日閉店。
- 3階 - 婦人服、婦人用品
  - ステラおばさんのクッキーがあった。開店日不明、2023年1月31日閉店。
- 2階 - 婦人用品
- 1階 - 化粧品、装飾品、靴
  - 1階・2階のオリオン通り側には、マクドナルド甲府岡島店[16]があった。1975年開店、2012年12月30日閉店[17]。当店は山梨県内のマクドナルド1号店であった[18]。マクドナルド撤退後はドトールコーヒー甲府岡島店が入居していた（2023年2月28日閉店）。
  - 1階には待ち合わせ場所として「憩いの滝」があったが、2011年（平成23年）に東日本大震災による電力危機に伴う計画停電のため閉鎖され、以降再稼働することはなかった。
- 地下1階 - 食料品（デパ地下）
  - アマノパークス岡島店（食品スーパー）地下1階

2003年4月開店[19]、2023年2月14日閉店。

## 駐車場
専用駐車場（本館に付帯する第1駐車場（立体駐車場）と4箇所の店外駐車場、2箇所の駐輪場）と2箇所の契約駐車場が存在した。なお、専用駐車場と契約駐車場では無料サービスの基準が異なるので注意を要した。また駐車場が満車になった場合（休日や7階の催事場でイベントがある場合など）は、第1駐車場入口前の道路が渋滞することもあった。

## 旧本館駐車場のアスベスト問題
本館に付帯していた第1駐車場（1974年稼働開始、2023年2月14日閉鎖）について、アスベストがむき出しの状態であったことが報じられ、岡島は2010年の検査でその事実を把握しており、甲府市からも建築基準法に基づく行政指導を受けていたが、岡島は「除去費用が捻出できなかった」と説明している。
このアスベストの撤去について岡島から施設と土地を買収したMIRARTHホールディングスは補助金の申請をせず、甲府市も費用が多額になることやこれまでの経緯から解体時のアスベスト除去費用については補助対象外とした。立体駐車場のアスベスト除去は2023年8月より開始され、本体の解体工事が開始される前に完了している。